# Grup de friză

Exemple d modele de frize

În matematică o friză sau un model de friză este o formă bidimensională care se repetă într-o direcție. Astfel de modele apar frecvent în arhitectură și artele decorative. Modelele de frize pot fi clasificate în șapte tipuri în funcție de simetriile lor. Setul de simetrii a unui model de friză se numește grup de friză.
Grupurile de friză sunt grupuri bidimensionale, având repetări într-o singură direcție. Ele sunt legate de grupurile de tapet, mai complexe, care clasifică modelele care se repetă în două direcții și grupurile cristalografice, care clasifică modelele care se repetă în trei direcții.

## General
| 1. p1: T (doar translație în direcție orizontală) 2. p1m1: TV (drepte de reflexie verticale și translații) 3. p11m: THG (translații, reflexii orizontale, reflexii translate) 4. p11g: TG (reflexii translate și translații) 5. p2: TR (translații și rotații de 180°) 6. p2mg: TRVG (drepte de reflexie verticale, reflexii translate, translații și rotații de 180°) 7. p2mm: TRHVG (drepte de reflexie orizontale și verticale, translații și rotații la 180°) |

Formal, un grup de friză este o clasă de grupuri de simetrie discrete infinite de modele pe o bandă (dreptunghi infinit de lat), adică o clasă de grupuri de izometrii ale planului, sau ale unei benzi. Un grup de simetrie al unui grup de friză conține în mod necesar translații și poate conține reflexii translate, reflexii față de axele (lungă sau/și scurtă) a benzii, rotații de 180°. Există șapte grupuri de friză, enumerate în tabelul de alături. Mulți autori prezintă grupurile de friză într-o ordine diferită.
Grupurile de simetrie reală dintr-un grup de friză sunt caracterizate de cea mai mică distanță de translație și, pentru grupurile de friză cu reflexie verticală sau rotație de 180° (grupurile 2, 5, 6 și 7), printr-un parametru de deplasare care localizează axa de reflexie sau punctul de rotație. În cazul grupurilor de simetrie în plan, parametrii suplimentari sunt direcția vectorului de translație, iar pentru grupurile de frize cu reflexie orizontală, reflexie de alunecare sau rotație de 180° (grupurile 3–7), poziția axei de reflexie sau a punctului de rotație în direcție perpendiculară pe vectorul de translație. Astfel, există două grade de libertate pentru grupul 1, trei pentru grupurile 2, 3 și 4 și patru pentru grupurile 5, 6 și 7.
Pentru două dintre cele șapte grupuri de friză (grupurile 1 și 4) grupurile de simetrie sunt generate de un singur generator, patru (grupurile 2, 3, 5 și 6) necesită o pereche de generatori, iar grupul 7 necesită trei generatori. Un grup de simetrie din grupurile de friză 1, 2, 3 sau 5 este un subgrup al unui grup de simetrie din ultimul grup de friză cu aceeași distanță de translație. Un grup de simetrie din grupurile de friză 4 sau 6 este un subgrup al unui grup de simetrie din ultimul grup de frize cu jumătatea distanței de translație. Acest ultim grup de frize conține grupurile de simetrie ale celor mai simple modele periodice din bandă (sau plan), un rând de puncte. Orice transformare a planului care lasă invariant acest model poate fi descompusă într-o translație, (x, y) ↦ (n + x, y), opțional urmată de o reflexie fie pe axa orizontală, (x, y) ↦ (x, −y), fie pe cea verticală, (x, y) ↦ (−x, y), cu condiția ca această axă să fie aleasă prin sau la jumătatea distanței dintre două puncte, sau o rotație de 180°, (x, y) ↦ (−x, −y) (idem). Prin urmare, într-un fel, acest grup de friză conține cele mai „mari” grupuri de simetrie, care constau din toate aceste transformări.
Condiția să fie discrete exclude grupul care conține toate translațiile și grupurile care conțin translații arbitrar de mici (de exemplu, grupul de translații orizontale pe distanțe raționale). Chiar și în afară de scalare și deplasare, există infinite cazuri, de exemplu luând în considerare numerele raționale ale căror numitori sunt puteri ale unui număr prim dat.
Condiția să fie infinite exclude grupurile care nu au translații:
- grupul constând doar din identitate (izomorf cu C1, grupul trivial de ordinul 1);
- grupul constând din identitate și reflexia în axa orizontală (izomorf cu C2, grupul ciclic⁠(d) de ordinul 2);
- grupurile constând fiecare din identitate și reflexie față de o axă verticală (idem);
- grupurile constând fiecare din identitate și rotație de 180° în jurul unui punct de pe axa orizontală (idem);
- grupurile constând fiecare din identitate, reflexie pe o axă verticală, reflexie pe axa orizontală și rotație de 180° în jurul punctului de intersecție (izomorfe cu grupul lui Klein).

## Descrierea celor șapte grupuri de friză
Există șapte subgrupuri de friză discrete distincte (până la scalarea și deplasarea modelelor) generate de o translație, reflexie (de-a lungul aceleiași axe) și o rotație de 180°. Fiecare dintre aceste subgrupuri este grupul de simetrie al unui model de friză, iar eșantioane de modele sunt prezentate în imaginea de la începutul articolului. Cele șapte grupuri diferite corespund celor șapte serii infinite de grupuri punctuale axiale în trei dimensiuni⁠(d), cu n = ∞.
Ele sunt identificate în tabelul de mai jos folosind notația Hermann–Mauguin (sau notația IUC), notația Coxeter, notația Schönflies, notația orbifold, espresiile (poreclele) create de John Horton Conway, iar în final o descriere în termeni de translații, reflexii și rotații.
| IUC  | Cox.      | Schön.†       | Diagramă,‡ orbifold | Exemple și expresie Conway     | Descriere |
| ---- | --------- | ------------- | ------------------- | ------------------------------ | --- |
| p1   | [∞]+ ·    | C∞ Z∞         | ∞∞                  | F F F F F F F F hop            | (T) Doar translație: Acest grup este generat individual, printr-o translație cu cea mai mică distanță pentru care modelul este periodic. |
| p11g | [∞+,2+] · | S∞ Z∞         | ∞×                  | Γ L Γ L Γ L Γ L step           | (TG) Reflexii translate și translații: Acest grup este generat individual, printr-o reflexie translată, translațiile fiind obținute prin combinarea a două reflexii translate.                                                                               |
| p1m1 | [∞] ·     | C∞v Dih∞      | *∞∞                 | Λ Λ Λ Λ Λ Λ Λ Λ sidle          | (TV) Drepte de reflexie verticale și translații: Grupul este același cu grupul netrivial în cazul unidimensional; este generat de o translație și o reflexie în axa verticală.                                                                               |
| p2   | [∞,2]+ ·  | D∞ Dih∞       | 22∞                 | S S S S S S S S spinning hop   | (TR) Translații și rotații de 180°: Grupul este generat de o translație și o rotație de 180°. |
| p2mg | [∞,2+] ·  | D∞d Dih∞      | 2*∞                 | V Λ V Λ V Λ V Λ spinning sidle | (TRVG) Drepte de reflexie verticale, reflexii translate, translații și rotații de 180°: Translațiile de aici provin din reflexiile translate, astfel încât acest grup este generat de o reflexie translată și fie de o rotație, fie de o reflexie verticală. |
| p11m | [∞+,2] ·  | C∞h Z∞×Dih1   | ∞*                  | B B B B B B B B jump           | (THG) Translații, reflexii orizontale, reflexii translate: Acest grup este generat de o translație și reflexia pe axa orizontală. Reflexia translată apare aici ca o compunere a translației și a reflexiei orizontale.                                      |
| p2mm | [∞,2] ·   | D∞h Dih∞×Dih1 | *22∞                | H H H H H H H H spinning jump  | (TRHVG) Drepte de reflexie orizontale și verticale, translații și rotații la 180°: Acest grup necesită trei generatoare, cu un set generator constând dintr-o translație, reflexia pe axa orizontală și o reflexie pe o axă verticală.                       |

† Notația Schönflies a grupurilor punctuale este extinsă aici la cazuri de simetrii infinite de puncte diedrale echivalente.
‡ Diagrama prezintă un domeniu fundamental în galben, cu drepte de reflexie în albastru, drepte de reflexie translată în verde întrerupt, normale de translație în roșu și puncte de rotație de două ori ca mici pătrate verzi.
Din cele șapte grupuri de friză, există doar patru până la izomorfism⁠(d). Două au câte un generator și sunt izomorfe cu {\displaystyle \mathbb {Z} }; patru dintre ele au doi generatori, dintre care un grup este abelian iar celelalte trei sunt neabeliene și izomorfe cu {\displaystyle D_{\infty }}, grupul diedral infinit; iar unul dintre ele are trei generatori.